# Ricardo Callado
Ricardo Callado Dutra de Oliveira (Fortaleza, 11 de junho de 1971) é um jornalista brasileiro.

## Biografia
Graduado em Jornalismo (Comunicação Social) pela Universidade Federal do Ceará (UFC) e Ciências Políticas pela Uninter. Radicado em Brasília há 20 anos, Foi Secretário de Estado de Comunicação do Governo do Distrito Federal, secretário-chefe-adjunto da Casa Civil do Governo do DF e diretor de Redação do Grupo Comunidade de Comunicação - editora do Jornal da Comunidade e O Coletivo. Atualmente está à frente da Palear Comunicação, mantenedora do Blog do Callado (blogdocallado.com), criado em fevereiro de 2004, e do portal NBN Brasil, criado em 2015 (nbnbrasil.com.br). É vencedor do Prêmio Sebrae de Jornalismo, do Prêmio Paulo Octácio de Jornalismo e do Prêmio Top Blog de Jornalismo, categoria Política. Foi co-redator da coluna política do Jornal de Brasília, assinada pelo diretor de redação Carlos Honorato. 
Ainda em Brasília, foi assessor de imprensa do Ministério da Agricultura, na gestão do ministro Marcus Vinícius Pratini de Moraes.
Antes de chegar a Brasília, foi correspondente na região norte do país do jornal Gazeta Mercantil de São Paulo e GM Latino-Americana. Responsável pela cobertura jornalística dos estados de Rondônia e Acre, além do sul do Amazonas e na Bolívia, Peru e Venezuela. Fez trabalhos especiais para a Agência Estado, jornal o Liberal, do Pará, e revista Istoé.
Em Rondônia, foi assessor do governo do estado, da prefeitura de Porto Velho, e editor do jornal Diário da Amazônia.
No final dos anos 80, em Fortaleza, começou a trabalhar no extinto jornal Tribuna do Ceará, onde passaram outros familiares, como o pai Luiz Dutra de Oliveira e seu tio José Dutra de Oliveira (já falecido), um dos jornalistas mais conceituados do Ceará. Ainda em Fortaleza, trabalhou no jornal O Povo e na rádio Dragão do Mar.

## Obra
Ricardo Callado é autor dos livros: 
- "Pandora e outros fatos que abalaram a Política de Brasília",[1]
- Poeta das Praias

E autor do documentário: 
- Perfil do Ceará